# Pteridina
La pteridina è un composto organico aromatico eterociclico. Deriva formalmente dalla fusione di un anello di pirimidina e uno di pirazina.